# Nordische Flaggengesellschaft

Die Flagge der Nordischen Flaggengesellschaft mit dem FIAV-Knoten

Flagge der „Internationalen Föderation der vexillologischen Vereinigungen“ (kurz FIAV)

Die Nordische Flaggengesellschaft ist eine internationale Vereinigung von Vexillographen der nordischen Länder, die sich dem Studium und der Förderung der Flaggenkunde in Skandinavien widmet.
Für jedes der fünf Länder, in denen sie aktiv ist, besitzt die Gesellschaft einen offiziellen Namen:
- Nordiska Flaggsällskapet (schwedisch)
- Nordisk Flagselskab (dänisch)
- Nordisk Flaggselskap (norwegisch)
- Pohjoismaiden Lippuseura (finnisch)
- Norræna Fánafélagið (isländisch)

Die am 27. Januar 1973 in Kopenhagen gegründete Gesellschaft ist Mitglied der „Internationalen Föderation der vexillologischen Vereinigungen“ (Fédération internationale des associations vexillologiques, kurz FIAV). Für die Föderation richtete sie 2003 im Stockholmer Armémuseum den 20. Internationalen Kongress der Vexillologie (XX. International Congress of Vexillology) aus. 
Die Nordische Flaggengesellschaft hat ihre eigene Flagge, die einer skandinavischen Kreuzflagge nachgeahmt ist und deren Farben der Flagge der Kalmarer Union entnommen sind. Der gelbe Grund ist mit einem „gefransten“ (fimbrierten) roten Kreuz belegt. Die Arme des Kreuzes treffen sich, um eine Art Schotstek zu bilden. Der sogenannte FIAV-Knoten ist das internationale Symbol für Vexillologie und findet sich auch auf der Flagge der „Internationalen Föderation der vexillologischen Vereinigungen“.
Zweimal im Jahr veröffentlicht die Nordische Flaggengesellschaft das Magazin Nordisk Flaggkontakt, eine etwa 60- bis 80-seitige Schrift, die skandinavische und internationale Themen der Vexillologie behandelt. Publiziert wird in den skandinavischen Sprachen oder auf Englisch.